# Grand Prix de Lugano 2018
La 72e édition du Grand Prix de Lugano a eu lieu le 3 juin 2018. Elle fait partie du calendrier UCI Europe Tour 2018 en catégorie 1.1.

## Présentation

### Équipes
| WorldTeams (2)- Bahrain-Merida - UAE Team Emirates Équipes continentales professionnelles (6)- Androni Giocattoli-Sidermec - Bardiani CSF - Gazprom-RusVelo - Nippo-Vini Fantini-Europa Ovini - Wilier Triestina-Selle Italia - Israel Cycling Academy Équipes continentales (9)- Polartec-Kometa - Sangemini-MG.Kvis - D'Amico-Utensilnord - Amore & Vita-Prodir - Dauner D&DQ-Akkon - Team Sauerland NRW p/b SKS GERMANY - Biesse Carrera Gavardo - Illuminate - Meridiana Kamen |
| |

## Classements

### Classement final
La course est remportée par l'Autrichien Hermann Pernsteiner (Bahrain-Merida).
| \| Classement général \| Classement général \| Classement général \| Classement général \| Classement général \| \| Coureur \| Coureur \| Pays \| Équipe \| Temps \| \| ------------------ \| ------------------- \| ------------------ \| --------------------------- \| ------------------ \| \| 1er \| Hermann Pernsteiner \| Autriche \| Bahrain-Merida \| 4 h 53 min 05 s \| \| 2e \| Kristian Sbaragli \| Italie \| Israel Cycling Academy \| + 32 s \| \| 3e \| Enrico Gasparotto \| Italie \| Bahrain-Merida \| + 1 min 33 s \| \| 4e \| Diego Ulissi \| Italie \| UAE Team Emirates \| + 1 min 40 s \| \| 5e \| Giovanni Visconti \| Italie \| Bahrain-Merida \| + 1 min 40 s \| \| 6e \| Domenico Pozzovivo \| Italie \| Bahrain-Merida \| + 1 min 40 s \| \| 7e \| Giulio Ciccone \| Italie \| Bardiani CSF \| + 1 min 57 s \| \| 8e \| Antonio Nibali \| Italie \| Bahrain-Merida \| + 2 min 43 s \| \| 9e \| Andrea Vendrame \| Italie \| Androni Giocattoli-Sidermec \| + 2 min 43 s \| \| 10e \| Michele Gazzara \| Italie \| Sangemini-MG.Kvis-Vega \| + 3 min 11 s \| |                     |          |                             |                 |
| |                     |          |                             |                 |
| Source : ProCyclingStats |                     |          |                             |                 |
| Classement général |                     |          |                             |                 |
| Coureur | Coureur             | Pays     | Équipe                      | Temps           |
| 1er | Hermann Pernsteiner | Autriche | Bahrain-Merida              | 4 h 53 min 05 s |
| 2e | Kristian Sbaragli   | Italie   | Israel Cycling Academy      | + 32 s          |
| 3e | Enrico Gasparotto   | Italie   | Bahrain-Merida              | + 1 min 33 s    |
| 4e | Diego Ulissi        | Italie   | UAE Team Emirates           | + 1 min 40 s    |
| 5e | Giovanni Visconti   | Italie   | Bahrain-Merida              | + 1 min 40 s    |
| 6e | Domenico Pozzovivo  | Italie   | Bahrain-Merida              | + 1 min 40 s    |
| 7e | Giulio Ciccone      | Italie   | Bardiani CSF                | + 1 min 57 s    |
| 8e | Antonio Nibali      | Italie   | Bahrain-Merida              | + 2 min 43 s    |
| 9e | Andrea Vendrame     | Italie   | Androni Giocattoli-Sidermec | + 2 min 43 s    |
| 10e | Michele Gazzara     | Italie   | Sangemini-MG.Kvis-Vega      | + 3 min 11 s    |